# Presídio de Viseu
O Presídio de Viseu localizava-se na margem esquerda do rio Guaporé, guarnecendo a fronteira do Mato Grosso, em território da atual Bolívia.

## História
Em 1745, foram estabelecidas as minas do Arinos, produzindo ouro às margens do rio Arinos, acima de Diamantino (minas do alto Paraguai), às margens da nascente do rio Paraguai. Esse local passou a ser conhecido, a partir de 1766, como lavras de Viseu (SILVA, 2001).
SOUZA (1885) relaciona esta estrutura entre os Presídios fundados na região ao final do século XVIII, na sua maioria pelo Governador e Capitão General da Capitania do Mato Grosso, Luís de Albuquerque de Melo Pereira e Cáceres, destinados a impedir as incursões dos espanhóis e dos indígenas, e para defesa da navegação e comércio entre o norte da Capitania do Mato Grosso e o Pará (op. cit., p. 139-140). O Major Antônio Leôncio Pereira Ferraz complementa-nos:
"(…) O comércio com aquela Capitania do norte [Pará] fora proibido desde o tempo da aventurosa viagem de Manoel Félix de Lima, um dos primeiros a navegarem o [rio] Guaporé, e só com a provisão de 14 de novembro de 1752 foi ele restabelecido. Este ato do governo da metrópole daria aquela região longínqua uma época de prosperidade e, como conseqüência, a luta com os espanhóis, estabelecidos nas margens do rio cobiçado.
[O governador e Capitão General Antônio] Rolim de Moura [Tavares] destruiu algumas missões espanholas que havia na margem portuguesa e [posteriormente, o governador] Luiz de Albuquerque [de Mello Pereira e Cáceres], dando uma orientação mais incisiva à nossa política, funda Viseu em 1776 na margem oposta, e em cuja posse permanecemos até à assinatura do Tratado de 1867.
A fundação do forte do Príncipe da Beira [1776], com a de Viseu [1776], obrigaram os espanhóis à assinatura do Tratado de Santo Ildefonso, cujo ajuste foi terminado em 1777, valendo aquele Capitão General a frase com que o pintaria o dirigente espanhol de Santa Cruz de la Sierra: 'O mais ambicioso dos Governadores portugueses'.
Todas essas medidas visavam a realização de um plano político de conjunto, com que energicamente procurava reprimir a expansão do adversário. O Tratado de Santo Ildefonso [1777] dava-lhe toda a margem esquerda do [rio] Guaporé, mas como eles ultrapassassem os limites que tínhamos ao sul da Capitania, no rio Ipané [o governador] Luiz de Albuquerque replica com a fundação, na margem direita do rio Paraguai, dos povoados de Albuquerque (Corumbá) e Vila Maria (São Luiz de Cáceres). Não contente com tais medidas, funda ainda Casal Vasco, Salina e Corixa Grande, para só falarmos de providências tomadas naquela região. Asseguravamos assim, em seus traços gerais, as atuais raias de Mato Grosso." (Memória sobre as fortificações em Mato Grosso. apud GARRIDO, 1940:11)